# Saatlı

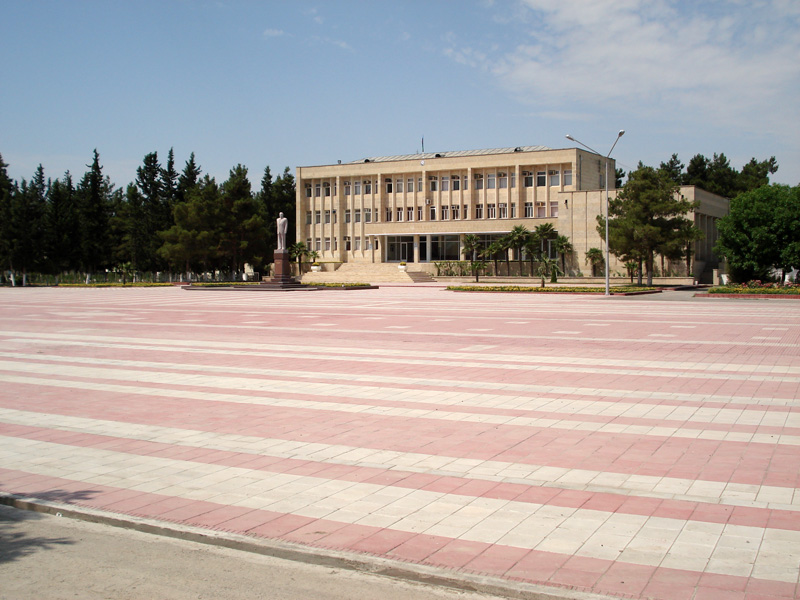
Saatlı City Hall

Saatlı è una città dell'Azerbaigian, capoluogo dell'omonimo distretto.